# Lee Ya-hsuan
Lee Ya-hsuan (en chino tradicional, 李亞軒: en chino tradicional, 李亞軒; nacido 20 de julio de 1995 en Taipéi) es una jugadora de tenis taiwanésa.
Lee tiene un mejor ranking de la WTA de 186, logrado el 11 de abril de 2016. Su ranking más alto de dobles es 138 logrado el 6 de febrero de 2017.
Jugando en Copa Federación para Taiwán, Lee tiene un registro de 2–13.

## WTA 125 finales de serie

### Dobles 1
| Núm. | Fecha                    | Torneo        | Superficie | Socio           | Adversarios                          | Puntuación |
| ---- | ------------------------ | ------------- | ---------- | --------------- | ------------------------------------ | ---------- |
| 1.   | 11 de septiembre de 2016 | Dalian, China | Duro       | Kotomi Takahata | Nicha Lertpitaksinchai Jessy Rompies | 6–2, 6–1   |

## Títulos ITF

### Singles: 8
| Leyenda          |
| ---------------- |
| $100,000 torneos |
| $80,000 torneos  |
| $60,000 torneos  |
| $25,000 torneos  |
| $15,000 torneos  |
| $10,000 torneos  |

| Títulos por superficie |
| ---------------------- |
| Dura (7)               |
| tierra batida (0)      |
| Hierba (0)             |
| Alfombra (1)           |

| Núm. | Fecha                   | Torneo            | Superficie | Adversario    | Puntuación           |
| ---- | ----------------------- | ----------------- | ---------- | ------------- | -------------------- |
| 1.   | 9 de enero de 2013      | Taipéi, Taiwán    | Duro       | Kanae Hisami  | 6–7(6–8), 6–2, 6–4   |
| 2.   | 22 de junio de 2014     | Taipéi, Taiwán    | Duro       | Akiko Omae    | 6–3, 6–2             |
| 3.   | 22 de junio de 2015     | Kaohsiung, Taiwán | Duro       | Hsu Ching-wen | 6–4, 2–6, 6–3        |
| 4.   | 30 de agosto de 2015    | Tsukuba, Japón    | Duro       | Jang Su-jeong | 6–3, 6–3             |
| 5.   | 6 de septiembre de 2015 | Noto, Japón       | Alfombra   | Kyōka Okamura | 6–3, 3–6, 7–6(12–10) |
| 6.   | 7 de enero de 2017      | Hong Kong         | Duro       | Tara Moore    | 2–6, 7–6(7–4), 6–3   |
| 7.   | 6 de enero de 2018      | Hong Kong         | Duro       | Hiroko Kuwata | 6–4, 6–4             |
| 8.   | 27 de mayo de 2018      | Changwon          | Duro       | Varvara Flink | 0–6, 6–3, 6–0        |

### Dobles: 6
| Leyenda          |
| ---------------- |
| $100,000 torneos |
| $80,000 torneos  |
| $60,000 torneos  |
| $25,000 torneos  |
| $15,000 torneos  |
| $10,000 torneos  |

| Títulos por superficie |
| ---------------------- |
| Duro (5)               |
| Clay (1)               |
| Hierba (0)             |
| Alfombra (0)           |

| Núm. | Fecha                 | Torneo                     | Superficie | Socio                   | Adversarios                               | Puntuación                 |
| ---- | --------------------- | -------------------------- | ---------- | ----------------------- | ----------------------------------------- | -------------------------- |
| 1.   | 27 de febrero de 2015 | Aurangabad, India          | Clay       | Varatchaya Wongteanchai | Hsu Ching-wen Lee Pei-chi                 | 6–1, 7–6(7–4)              |
| 2.   | 18 de mayo de 2015    | Seúl, Corea del Sur        | Duro       | Chan Barbilla-wei       | Hong Seung-yeon Kang Seo-kyung            | 6–2, 6–1                   |
| 3.   | 30 de agosto de 2015  | Tsukuba, Japón             | Duro       | Makoto Ninomiya         | Nicha Lertpitaksinchai Peangtarn Plipuech | 6–7(4–7), 7–6(7–2), [10–6] |
| 4.   | 21 de febrero de 2016 | Nueva Delhi, India         | Duro       | Hsu Ching-wen           | Natela Dzalamidze Veronika Kudermetova    | 6–0, 0–6, [10–6]           |
| 5.   | 28 de febrero de 2016 | Portuario Pirie, Australia | Duro       | Riko Sawayanagi         | Ashleigh Barty Casey Dellacqua            | 6–4, 7–5                   |
| 6.   | 9 de abril de 2017    | Kashiwa, Japón             | Duro       | Jang Su-jeong           | Han Na-lae Peangtarn Plipuech             | 6–3, 3–6, [10–4]           |